# ワット・アイヴ・ダン
「ワット・アイヴ・ダン」(What I've Done)は、アメリカ合衆国のロック・バンドリンキン・パークの楽曲で、彼らの3作目のスタジオ・アルバム『ミニッツ・トゥ・ミッドナイト』からのファースト・シングル。この楽曲は、2007年4月1日にラジオ・オンエアが解禁の上ラジオ・リリースされ、デジタル・ダウンロードは同年4月2日に解禁、更にCDシングルは4月30日にリリースされた。「ワット・アイヴ・ダン」は、映画『トランスフォーマー』の主題歌として使用されている。
この楽曲は米ビルボードの総合シングルチャートBillboard Hot 100で最高位7位を、Hot Modern Rock Tracksチャートでは15週連続、Hot Mainstream Rock Tracksチャートでは8週連続で第1位を獲得しており、ほかオーストリア、ドイツのチャートでも第1位を記録している。この楽曲のミュージック・ビデオは、MTV Video Music Awards Japan 2008にて最優秀ロックビデオ賞と最優秀映画ビデオ賞の2部門にノミネートされた。

## リリース日一覧
| 国/地域                  | リリース日    | 規格                   |
| ------------------------ | ------------- | ---------------------- |
| アメリカ合衆国           | 2007年4月2日  | デジタル・ダウンロード |
| イギリス、オーストラリア | 2007年4月3日  | デジタル・ダウンロード |
| アメリカ合衆国           | 2007年4月10日 | シングル               |
| オーストラリア           | 2007年5月5日  | CDシングル             |
| イギリス                 | 2007年5月7日  | CDシングル             |